# ロイト・アラベラ

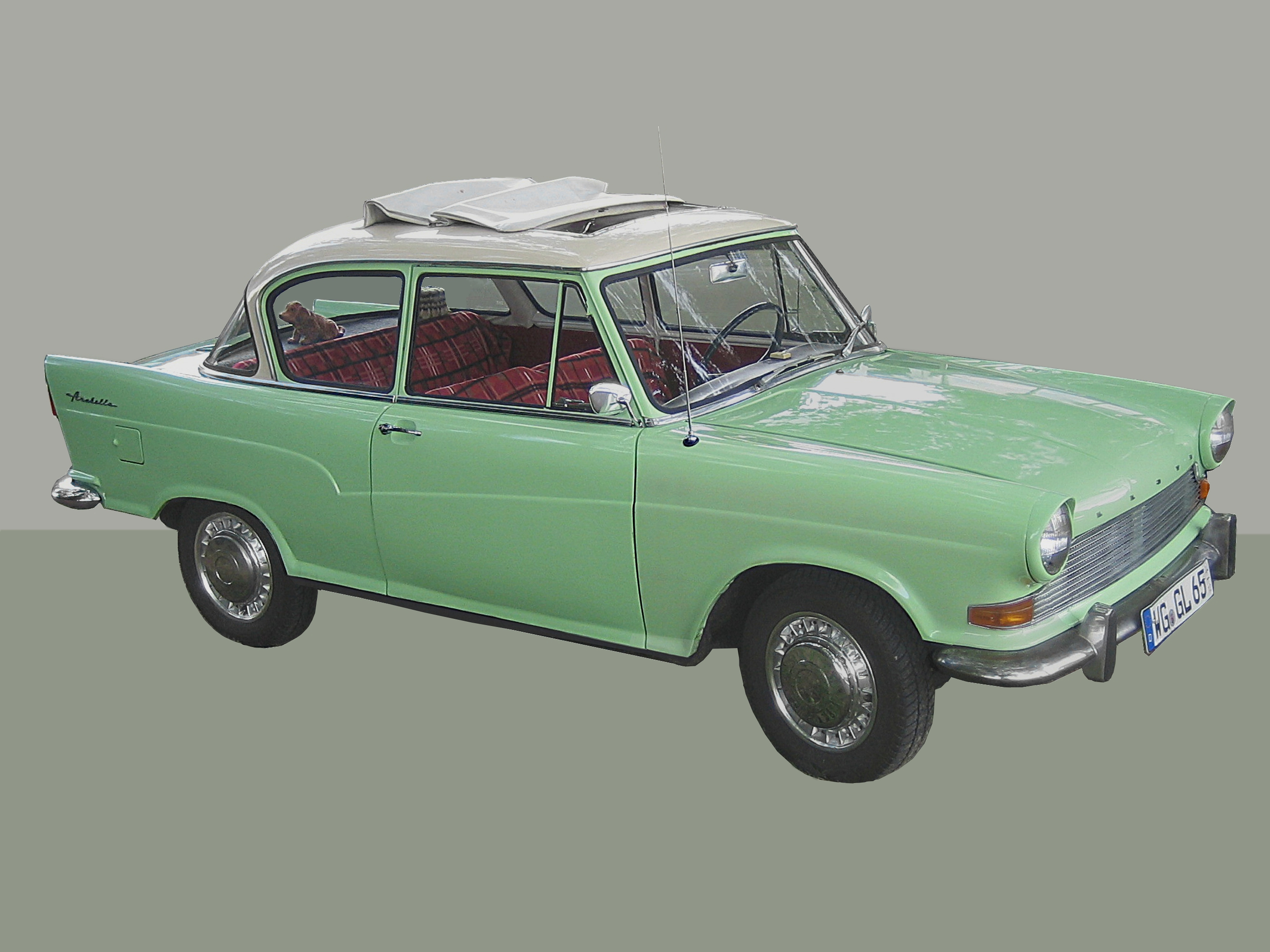
ロイト・アラベラ

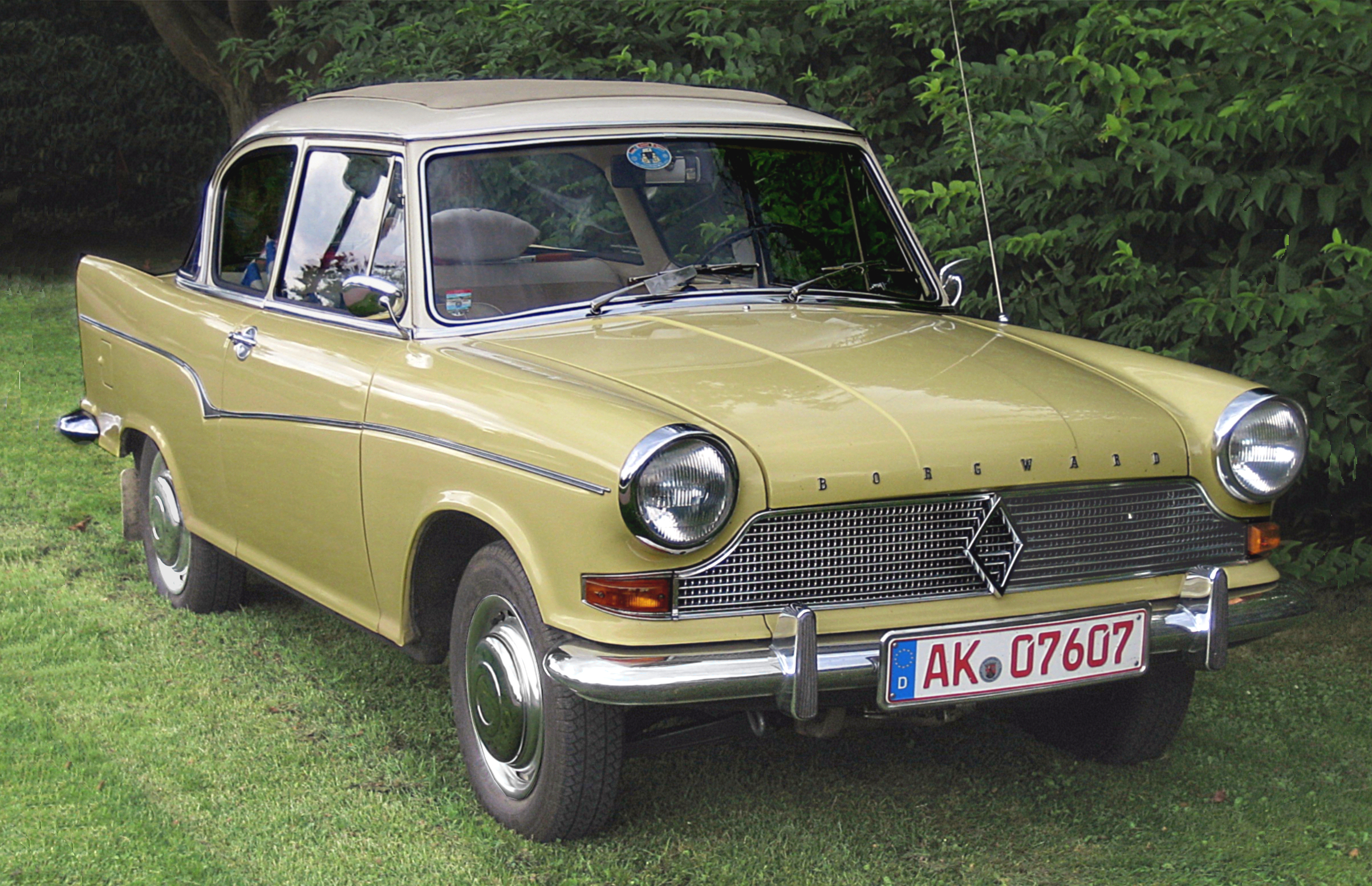
ボルクヴァルト・アラベラ・デラックス

ロイト・アラベラ（Arabella ）は、西ドイツ（当時）のボルクヴァルト・グループに属するロイトが、1959年から1963年まで製造販売した大衆車である。 
1961年にボルクヴァルトは破産するが、1963年までボルクヴァルト・アラベラの名で生産され続けた。時節柄小さなファミリーカーとして定義されていた。 

## 概要
アラベラはロイト車として初の、そして同社史上最後の4気筒エンジン車で、既存車種より上級のマーケットを開拓する使命が与えられていた。 
後席のヘッドスペースこそやや限られていたものの、アラベラは大人4人が比較的楽に乗車できる全長3,800mm×全幅1,510mm×全高1,395mmのボディサイズを持ち、センター部分が奥まったいわゆる朝顔型のステアリング・ホイール、角が丸められたドアノブ、急制動時に背もたれが倒れないよう強化されたフロントシートのバックレストのロック機構、アクティブセーフティの面でも前輪駆動方式の採用や大径のドラムブレーキなど、1950年代の車としては安全性への配慮が行き届いていた。車両重量は695kgと比較的軽量で、水冷水平対向4気筒897cc・38馬力のエンジンで最高速度120km/hをマークした。
上級のアラベラ・デラックスが翌1960年に追加され、45馬力・133km/hと性能も強化された。1959年のフランクフルト・オートショーではクーペ版も展示されたが生産化はされなかった。1961年7月、ボルクヴァルト・グループが破綻するまでに45,549台のロイト・アラベラが生産された。その後は在庫部品などを用いて「ボルクヴァルト・アラベラ」として生産続行され、1963年までに1493台が作られた（合計47,042台）。
- 1959 ..... 5,428
- 1960 ... 32,887
- 1961 ..... 7,234
- 1962 ........ 600
- 1963 ........ 893

アラベラは商業的には成功作とはならなかった。これは恐らく生産開始当初のさまざまな不具合とリコール対策によりイメージが低下したことが原因と思われる。アラベラの開発はわずか23ヶ月という性急なものであった。特に雨漏りは深刻な問題であったらしく、当時のドイツでは「Aquabella」という有難くないニックネームも付けられていた（Aquaとはイタリア語で「水」の意味）。
アラベラは5,250マルク の定価で発売されるが、発売1年もたたない1960年6月に5,490マルクに値上げされ、同時に性能を引き下げた廉価版が4,980マルクで追加された。一方、西ドイツの小型車市場はフォルクスワーゲンによってますます支配されていた。フォルクスワーゲン標準車の価格は1955年8月に3,790マルクに値下げされ、1961年9月に3,810マルクに値上がるまで維持された。アラベラの価格戦略は1960年11月に逆転し、標準モデルの価格を5,230マルクに引き下げ、同時によりパワフルなデラックス版が5,730マルクで発売された。
1959年にフランクフルト・オートショーで展示されたクーペ版アラベラはピエトロ・フルアによるもので、これは前年の1958年にロイト・アレクサンダーをベースに造られたクーペのボディをわずかに改装、アラベラのシャシーに組み合わせたものである。アレクサンダー・クーペは1959年までに50台が造られ、大半が輸出（おもにアメリカ）されたというが、アラベラ・クーペは2台が製作されたものの、前述の通り生産化はされなかった。
なお、水平対向エンジンによる前輪駆動というレイアウトは、日本の富士重工業が前輪駆動車開発の参考にしており、同社から1966年に登場したスバル・1000に同様なレイアウトが採られたが、富士重工が参考車両として購入したアラベラは、実際には試験においてドライバビリティ不良を露呈しており、さほど参考にはされなかったという。スバル・1000の冷却系と前輪駆動ジョイント関連を除いたドライブトレーンは、むしろ同じ水平対向4気筒のフォルクスワーゲン・タイプ1からの影響が強い。